# Sekundærrute 203
Sekundærrute 203 er en rutenummereret landevej på Sjælland.
Ruten strækker sig fra Stenlille til Slagelse.
Rute 203 har en længde på ca. 18 km.